# Scopula candidaria
Scopula candidaria är en fjärilsart som beskrevs av W. Warren 1902. Scopula candidaria ingår i släktet Scopula och familjen mätare. Inga underarter finns listade.